# Mondo (film)
Mondo è un film del 1995 diretto da Tony Gatlif.